# 七丘陵 (科羅拉多州)
七丘陵（英語：Seven Hills）是位於美國科羅拉多州圓石縣的一個人口普查指定地區。

## 地理
七丘陵的座標為40°02′01″N 105°19′51″W / 40.03361°N 105.33083°W，而該地最高點為海拔高度1980米（即6500英尺）。

## 人口
根據2010年美國人口普查的數據，七丘陵的面積為1.3平方千米，均為陸地。當地共有人口121人，而人口密度為每平方千米93人。